# Leaky Black

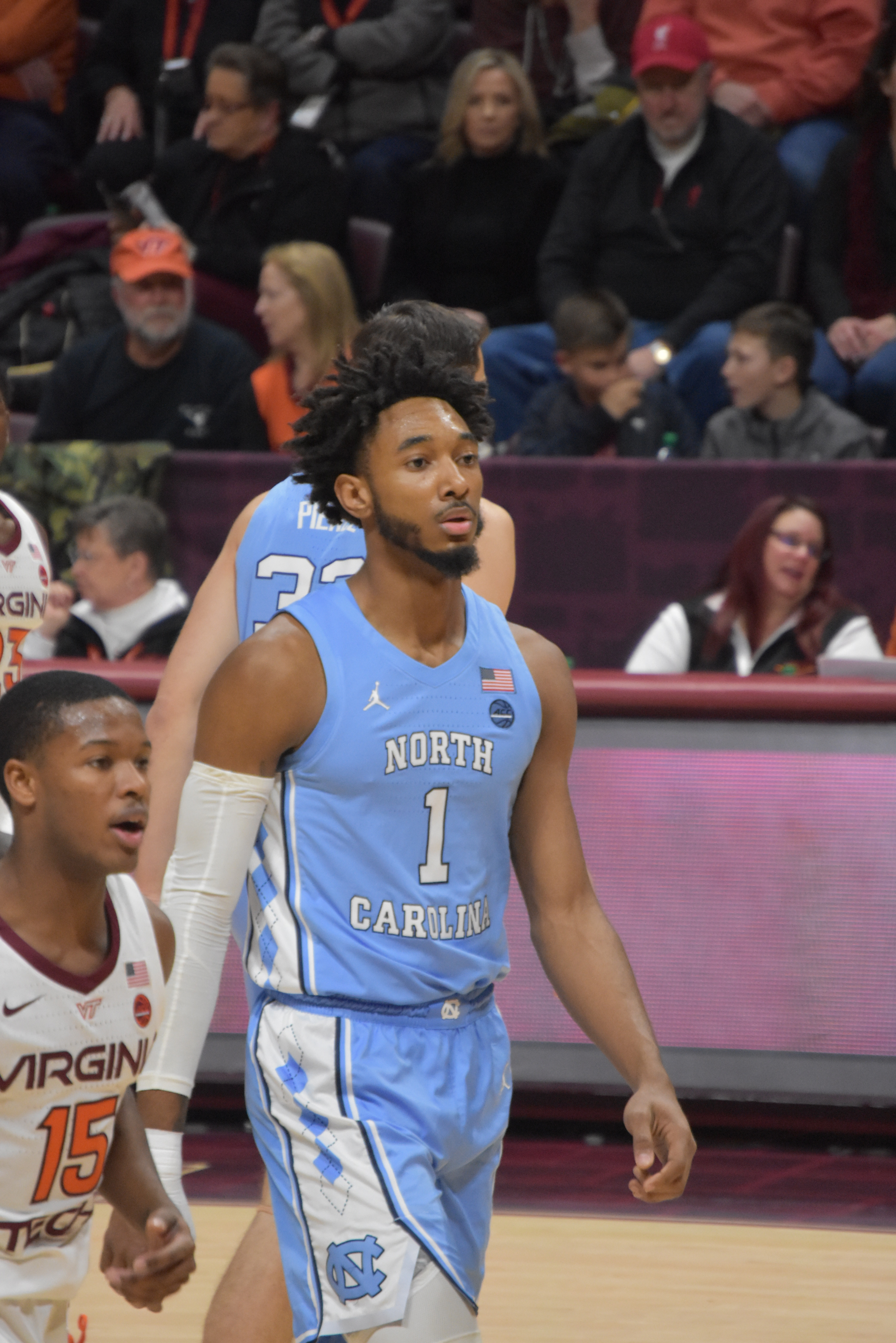
Leaky Black, 2020.

Rechon Malik "Leaky" Black, född 14 juni 1999 i Concord i North Carolina, är en amerikansk professionell basketspelare (SF) som spelar för Washington Wizards i National Basketball Association (NBA). Han har tidigare spelat för Charlotte Hornets.
Black blev aldrig NBA-draftad.
Innan han blev proffs studerade Black vid University of North Carolina at Chapel Hill och spelade för universitetets idrottsförening North Carolina Tar Heels.